# Großes tibetologisches Wörterbuch von Dungkar
| Tibetische Bezeichnung                                        |
| ------------------------------------------------------------- |
| Tibetische Schrift: དུང་དཀར་ཚིག་མཛོད་ཆེན་མོ                        |
| Wylie-Transliteration: dung dkar tshig mdzod chen mo          |
| Andere Schreibweisen: Dung kar Tibetological Great Dictionary |
| Chinesische Bezeichnung                                       |
| Traditionell: 東噶藏學大辭典                                  |
| Vereinfacht: 东噶藏学大辞典; 东嘎藏学大辞典                   |
| Pinyin:Dongga zangxue da cidian                               |

Das Große tibetologische Wörterbuch von Dungkar (tib. Dung dkar tshig mdzod chen mo) ist eines der wichtigsten modernen Nachschlagewerke zur tibetischen Sprache und Kultur.
Das tibetisch-tibetische Wörterbuch, das wie das Große tibetisch-chinesische Wörterbuch (bod rgya tshig mdzod chen mo) in Richtung einer Enzyklopädie erweitert wurde, wurde von Dungkar Lobsang Thrinle (dung dkar blo bzang 'phrin las) verfasst, einem der Gelug-Schule des tibetischen Buddhismus entstammenden tibetischen Gelehrten. Es gilt als eines der besten modernen Werke dieser Art und ist eines der wichtigsten Hilfsmittel der Tibetologie.
Die Wörter sind in der Reihenfolge der Anordnung in tibetischen Wörterbüchern angeordnet, das Wörterbuch enthält mehr als 14.000 Einträge mit Anmerkungen von 2.800.000 Wörtern, die ein breites Spektrum an tibetologischem Grundwissen abdecken: Philosophie, Literatur, Kunst, Kultur, Religion und Wissenschaften, wie tibetische Geschichte, Beziehungen zwischen Tibet und Inlandchina, buddhistische Philosophie, offizielle Dokumente und Akten, lokale Gesetze und Verordnungen, alte Tempel und berühmte Klöster, Volksbräuche, tibetische Medizin und Pharmazie.
Im Anhang befindet sich eine chronologische Tafel mit wichtigen Ereignissen aus der tibetischen Geschichte.

## Ausgaben
- Dung dkar blo bzang 'phrin las: Dung dkar tshig mdzod chen mo. Beijing: Krung go'i bod rig pa dpe skrun khang 2002 (ISBN 7800575403)